# غازغان
غازغان هي مدينة في ولاية نواوي في أوزبكستان.